# Родригес Тату
Франсиско Родригес (порт.-браз. Francisco Rodrigues; 27 июня 1925, Сан-Паулу — 30 октября 1988, Сан-Паулу), более известный под именем Родригес Тату (порт.-браз. Rodrigues Tatu) — бразильский футболист, нападающий.

## Карьера
Франсиско Родригес родился 27 июня 1925 года в районе Моока в Сан-Паулу. Он начал карьеру в молодёжном клубе «Нитерой» из своего района. В 1942 году Родригес пришёл в клуб «Ипиранга», где и получил своё прозвище «Тату» (что в переводе с португальского значит броненосец) из-за своего выпуклого носа. В 1945 году Родригес перешёл в клуб «Флуминенсе», с которым победил в 1946 году в чемпионате штата Рио-де-Жанейро, в том же турнире Родригес стал лучшим бомбардиром.
А в 1950 году Родригес ушёл в «Палмейрас», где дебютировал 23 июня 1955 года в товарищеском матче с «Паулиста» Араракуара, завершившийся со счётом 5:3. В «Вердао» прекрасно взаимодействовал с Жаиром, это взаимодействие продолжилось и в сборной Бразилии. За «Палмейрас» с 1950 по 1957 год (с перерывом в год в клубе «Ботафого») Родригес провёл 232 матча (135 побед, 38 ничьих и 59 поражений) и забил 127 голов.
После чего Родригес играл за «Жувентус» и аргентинский «Росарио Сентраль».
В 1950 году Родригес был впервые вызван в состав сборной Бразилии, дебютировав в команде 7 мая на кубке Освалдо Круза с Парагваем, свой же первый Родригес забил лишь в 1952 году в матче с Панамой на панамериканских играх, всего же за сборную Родригес провёл 21 матч и забил 9 мячей. Участвовал Родригес и в двух чемпионатах мира, но если в 1950 году футболист на поле не выходил, то в 1954 провёл две игры.
После окончания карьеры игрока, Родригес занялся предпринимательством, но неудачно. Его богемный образ жизни, неуёмные траты и увлечение ставками , привели к его разорению. От него ушла жена, забрав детей, бывшие друзья бросили его и развился диабет. Чтобы заработать на жизнь, Родригес работал торговым представителем, пока ему не ампутировали ногу, сначала одну, а затем и вторую. Вскоре он умер в нищете и забвении в своём доме на улице Сан-Жон. В последнем своём интервью Родригес сказал: «Если бы мне пришлось начать всё сначала, я бы ничего не изменил. Я был счастлив. Я делал всё, что хотел».

## Достижения

### Командные
- Чемпион штата Рио-де-Жанейро: 1946
- Обладатель кубка Освалдо Круза: 1950
- Чемпион штата Сан-Паулу: 1950
- Чемпион турнира Рио-Сан-Паулу: 1951
- Чемпион панамериканские игр: 1952

### Личные
- Лучший бомбардир чемпионата штата Рио-де-Жанейро: 1946